# Lista de embaixadores indicados por Donald Trump (2025–2029)
Esta é uma lista de indivíduos anunciados como possíveis indicados para servir como embaixadores dos Estados Unidos por Donald Trump, durante seu segundo mandato (2025–2029).

## Legenda
CD, ou diplomatas de carreira, denota embaixadores que foram indicados do serviço estrangeiro.
PA, ou indicados políticos, denota embaixadores que não foram indicados do serviço estrangeiro.

## Indicados para embaixadores em estados estrangeiros
| Cargo                               | Embaixador(a)        | Indicação | Assumiu o cargo                  | Deixou o cargo |
| ----------------------------------- | -------------------- | --------- | -------------------------------- | -------------- |
| Embaixador na Argentina             | Peter Lamelas        | PA        | Aguardando confirmação do Senado |                |
| Embaixador na Áustria               | Arthur Fisher        | PA        | Aguardando confirmação do Senado |                |
| Embaixador nas Bahamas              | Herschel Walker      | PA        | Aguardando confirmação do Senado |                |
| Embaixador na Bélgica               | Bill White           | PA        | Aguardando confirmação do Senado |                |
| Embaixador no Canadá                | Pete Hoekstra        | PA        | Aguardando confirmação do Senado |                |
| Embaixador no Chile                 | Brandon Judd         | PA        | Aguardando confirmação do Senado |                |
| Embaixador na China                 | David Perdue         | PA        | Aguardando confirmação do Senado |                |
| Embaixador na Colômbia              | Dan Newlin           | PA        | Aguardando confirmação do Senado |                |
| Embaixador na Croácia               | Nicole McGraw        | PA        | Aguardando confirmação do Senado |                |
| Embaixador na Dinamarca             | Ken Howery           | PA        | Aguardando confirmação do Senado |                |
| Embaixador na Espanha               | Benjamin Leon        | PA        | Aguardando confirmação do Senado |                |
| Embaixador na Estônia               | Roman Pipko          | PA        | Aguardando confirmação do Senado |                |
| Embaixador na França                | Charles Kushner      | PA        | Aguardando confirmação do Senado |                |
| Embaixador na Grécia                | Kimberly Guilfoyle   | PA        | Aguardando confirmação do Senado |                |
| Embaixador na Irlanda               | Edward Sharp Walsh   | PA        | Aguardando confirmação do Senado |                |
| Embaixador em Israel                | Mike Huckabee        | PA        | Aguardando confirmação do Senado |                |
| Embaixador na Itália                | Tilman Fertitta      | PA        | Aguardando confirmação do Senado |                |
| Embaixador no Japão                 | George Edward Glass  | PA        | Aguardando confirmação do Senado |                |
| Embaixador em Luxemburgo            | Stacey Feinberg      | PA        | Aguardando confirmação do Senado |                |
| Embaixador em Malta                 | Somers Farkas        | PA        | Aguardando confirmação do Senado |                |
| Embaixador no México                | Ronald D. Johnson    | PA        | Aguardando confirmação do Senado |                |
| Embaixador na Nova Zelândia e Samoa | Jared Novelly        | PA        | Aguardando confirmação do Senado |                |
| Embaixador nos Países Baixos        | Joe Popolo           | PA        | Aguardando confirmação do Senado |                |
| Embaixador no Panamá                | Kevin Marino Cabrera | PA        | Aguardando confirmação do Senado |                |
| Embaixador em Portugal              | John Arrigo          | PA        | Aguardando confirmação do Senado |                |
| Embaixador no Reino Unido           | Warren Stephens      | PA        | Aguardando confirmação do Senado |                |
| Embaixador na República Dominicana  | Leah Campos          | PA        | Aguardando confirmação do Senado |                |
| Embaixador na Santa Sé              | Brian Burch          | PA        | Aguardando confirmação do Senado |                |
| Embaixador na Suécia                | Christine Toretti    | PA        | Aguardando confirmação do Senado |                |
| Embaixador na Suíça e Liechtenstein | Callista Gingrich    | PA        | Aguardando confirmação do Senado |                |
| Embaixador na Turquia               | Tom Barrack          | PA        | Aguardando confirmação do Senado |                |
| Embaixador no Uruguai               | Lou Rinaldi          | PA        | Aguardando confirmação do Senado |                |

## Indicados para embaixadores em organizações internacionais

### Missão dos Estados Unidos nas Nações Unidas
| Cargo | Embaixador(a)  | Indicação | Assumiu o cargo                  | Deixou o cargo |
| --- | -------------- | --------- | -------------------------------- | -------------- |
| Representante nas Nações Unidas e Representante no Conselho de Segurança das Nações Unidas (com a posição de embaixador) | Elise Stefanik | PA        | Aguardando confirmação do Senado |                |

### Outras organizações internacionais
| Cargo | Embaixador          | Indicação | Assumiu o cargo                  | Deixou o cargo |
| --- | ------------------- | --------- | -------------------------------- | -------------- |
| Representante Permanente no Conselho da Organização do Tratado do Atlântico Norte (com a posição de embaixador) | Matthew Whitaker    | PA        | Aguardando confirmação do Senado |                |
| Representante Permanente junto à Organização dos Estados Americanos (com a posição de embaixador)               | Leandro Rizzuto Jr. |           |                                  |                |

## Representantes Comerciais
| Cargo                                                                      | Embaixador     | Indicação | Assumiu o cargo                  | Deixou o cargo |
| -------------------------------------------------------------------------- | -------------- | --------- | -------------------------------- | -------------- |
| Representante do Comércio dos Estados Unidos (com a posição de embaixador) | Jamieson Greer | PA        | Aguardando confirmação do Senado |                |

## Outros cargos com posição de embaixador
| Cargo                                                                  | Embaixador(a)      | Indicação | Assumiu o cargo                  | Deixou o cargo |
| ---------------------------------------------------------------------- | ------------------ | --------- | -------------------------------- | -------------- |
| Embaixador em Hollywood (com a posição de embaixador)                  | Mel Gibson         | PA        | Aguardando confirmação do Senado |                |
| Embaixador em Hollywood (com a posição de embaixador)                  | Sylvester Stallone |           |                                  |                |
| Embaixador em Hollywood (com a posição de embaixador)                  | Jon Voight         |           |                                  |                |
| Chefe do Protocolo (com a posição de embaixador)                       | Monica Crowley     |           |                                  |                |
| Enviado Especial para Assuntos de Reféns (com a posição de embaixador) | Adam Boehler       |           |                                  |                |

## Enviados especiais, representantes e coordenadores
| Cargo                                                | Indicado               | Indicação | Assumiu o cargo       | Deixou o cargo |
| ---------------------------------------------------- | ---------------------- | --------- | --------------------- | -------------- |
| Enviado Presidencial Especial para Missões Especiais | Richard Grenell        | PA        | 20 de janeiro de 2025 |                |
| Enviado Especial para a América Latina               | Mauricio Claver-Carone | PA        | 20 de janeiro de 2025 |                |
| Enviado Especial para o Oriente Médio                | Steve Witkoff          | PA        | 20 de janeiro de 2025 |                |
| Enviado Especial Adjunto para o Médio Oriente        | Morgan Ortagus         | PA        | 20 de janeiro de 2025 |                |
| Enviado Especial para a Ucrânia e a Rússia           | Keith Kellogg          | PA        | 20 de janeiro de 2025 |                |
| Enviado Especial para o Reino Unido                  | Mark Burnett           | PA        | 20 de janeiro de 2025 |                |